# Сазонов, Виктор Васильевич
Виктор Васильевич Сазонов (12 января 1951, Дзержинский, Московская область — 18 апреля 2022, Москва) — советский и российский учёный в области механики, лауреат премии имени К. Э. Циолковского.

## Биография
Родился 12 января 1951 в городе Дзержинском Московской области.
В 1974 году окончил факультет управления и прикладной математики Московского физико-технического института, после чего начал работать в Институте прикладной математики АН СССР в отделе Д. Е. Охоцимского, пройдя путь от стажёра-исследователя до главного научного сотрудника.
В 1986 году защитил докторскую диссертацию.
В 1998 году присвоено учёное звание профессора.
Скончался 18 апреля 2022 года.

### Научная деятельность
Специалист в области прикладной небесной механикой и теории колебаний механических систем.
Основная область научных интересов — движение космических аппаратов относительно центра масс.
Разработал численно-аналитические алгоритмы исследования ветвления периодических решений обыкновенных дифференциальных уравнений на базе метода Ляпунова-Шмидта, доказал ряд теорем о существовании периодических решений дифференциальных уравнений с большим параметром.
Используя указанные алгоритмы и теоремы, исследовал динамику ряда режимов пассивной одноосной ориентации искусственных спутников Земли.
Разработал комплексы программ на ЭВМ, реализующие интегральные статистические методики определения неуправляемого вращательного движения космических аппаратов по данным измерений бортовых датчиков: солнечного, магнитного и звёздного, датчика угловой скорости, акселерометров. Эти методики и программы использовались для определения движения орбитальных станций «Салют-6», «Салют-7», «Мир», МКС, и спутников «Фотон-11», «Фотон-12».
Занимался решением задач, связанных с измерением и математическим моделированием микроускорений, возникающих на борту искусственных спутников Земли. Выполнил ряд работ по оптимизации траекторий полётов космических аппаратов с солнечным парусом и по управлению движением таких аппаратов относительно центра масс.
Под его руководством защищено 10 кандидатских, и одна докторская диссертация.
Автор более 200 научных работ, в том числе:
- Периодические решения систем обыкновенных дифференциальных уравнений с большим параметром. ПММ, 1983, т. 47, № 5, с. 707—719.
- Об одном механизме потери устойчивости режима гравитационной ориентации спутника. Космические исследования, 1989, т. 27, № 6, с. 836—848.
- Неуправляемое вращательное движение орбитальной станции «Мир» (с соавторами). Космические исследования, 2001, т. 39, № 1, с. 27-42.
- Анализ низкочастотных микроускорений на борту ИСЗ «Фотон-11». Космические исследования, 2001, т. 39, N 4, с. 419—435.

## Награды
- Премия имени К. Э. Циолковского (2002, совместно с В. И. Полежаевым, С. А. Никитиным) — за цикл работ «Математическое моделирование процессов тепломассопереноса, используемых в космическом материаловедении»